# Liste de jeux vidéo Jeopardy!
La liste de jeux vidéo Jeopardy! répertorie les jeux vidéo basés sur Jeopardy!, jeu télévisé créé en 1964 aux États-Unis.

## Jeux
- 1987 : Jeopardy! (Commodore 64, Apple II)
- 1988 : Jeopardy! (NES)
- 1988 : Jeopardy II: The Second Edition (Commodore 64)
- 1989 : Jeopardy! Junior Edition (NES)
- 1990 : Jeopardy! 25th Anniversary Edition (NES)
- 1991 : Jeopardy! (Game Boy)
- 1991 : Super Jeopardy! (NES)
- 1992 : Jeopardy! (Mega Drive, Super Nintendo, Game Gear)
- 1993 : Jeopardy! Sports Edition (Mega Drive, Super Nintendo, Game Gear, Game Boy)
- 1993 : Jeopardy! Deluxe Edition (Mega Drive, Super Nintendo)
- 1994 : Jeopardy! (Mega-CD) par Sony
- 1994 : Jeopardy! (CD-i) par Philips
- 1996 : Jeopardy! Teen Tournament (Game Boy)
- 1996 : Jeopardy! Platinum Edition (Game Boy)
- 1997 : Jeopardy! (Game.com)
- 1998 : Jeopardy! (Nintendo 64, PlayStation, Windows, Mac OS)
- 2000 : Jeopardy! 2nd Edition (PlayStation, Windows, Mac OS)
- 2002 : Jeopardy! 2003 (PlayStation 2, Windows)
- 2003 : Jeopardy! (téléphones mobiles)
- 2004 : Jeopardy! Volume 1 (téléphones mobiles)
- 2005 : Jeopardy 2005 (téléphones mobiles)
- 2005 : Rock & Roll Jeopardy! (Windows)
- 2005 : Jeopardy! Volume 2 (téléphones mobiles)
- 2005 : Jeopardy! Volume 3 (téléphones mobiles)
- 2005 : Jeopardy! Deluxe (Windows)
- 2008 : Jeopardy! Super Deluxe (Windows)
- 2008 : Jeopardy! (PlayStation 3 via le PlayStation Network)
- 2009 : Jeopardy! (iOS)
- 2009 : Wheel of Fortune & Jeopardy Bundle (Windows)
- 2010 : Jeopardy! Platinum (iOS)
- 2010 : Jeopardy! (Wii, Nintendo DS)
- 2012 : Jeopardy! (Xbox 360, PlayStation 3, Wii U)
- 2014 : Sports Jeopardy! (iOS)